# Veronica japonensis
Veronica japonensis är en grobladsväxtart som beskrevs av Tomitaro Makino. Veronica japonensis ingår i släktet veronikor, och familjen grobladsväxter. Inga underarter finns listade i Catalogue of Life.